# Hermannia erlangeriana
Hermannia erlangeriana är en malvaväxtart som beskrevs av Karl Moritz Schumann. Hermannia erlangeriana ingår i släktet Hermannia och familjen malvaväxter. Inga underarter finns listade i Catalogue of Life.